# Трайчо Пацков
Трайчо Пацков – Пацето е български революционер, деец на Вътрешната македонска революционна организация.

## Биография
Трайчо Пацков е роден през 1902 година в град Щип, тогава в Османската империя, днес в Северна Македония. Присъединява се към ВМРО и действа като терорист, приближен на Иван Михайлов, През 1925 година е четник в Малешевско, където загива в сражение.